# Redlands (California)
Redlands es una ciudad en el condado de San Bernardino, California, Estados Unidos. Incorporada en 1888, para el año 2019, la ciudad de Redlands contaba con 71.513 habitantes.  Redlands está ubicada en un valle a las colinas de las montañas de San Bernardino en el área metropolitana de Los Ángeles, en el sur de California. Redlands en inglés significa "tierras-rojas" en español.

## Geografía
La ciudad se encuentra al este del Valle de San Bernardino. Algunas de las principales características geográficas de la ciudad incluyen el río Santa Ana en la frontera norte de la ciudad con la sierra de San Bernardino, las colinas Crafton Hills al este; las ciudades de Loma Linda y San Bernardino en el oeste y el Canyon y arroyo San Timoteo en la frontera sur de la ciudad, separado por el Condado de Riverside. Redlands esta a 110 km de Los Ángeles, California.
El autopista Interestatal 10 actúa como división geográfica entre el sur de Redlands y el viejo pueblo Lugonia en la zona norte, hoy simplemente llamado "North Redlands". Cruza directamente por el centro de la ciudad, reemplazó la ruta 99 en los años 1950. El Interestatal 210 es el principal divisor este-oeste, su terminal este en el Interestatal 10.

## Historia

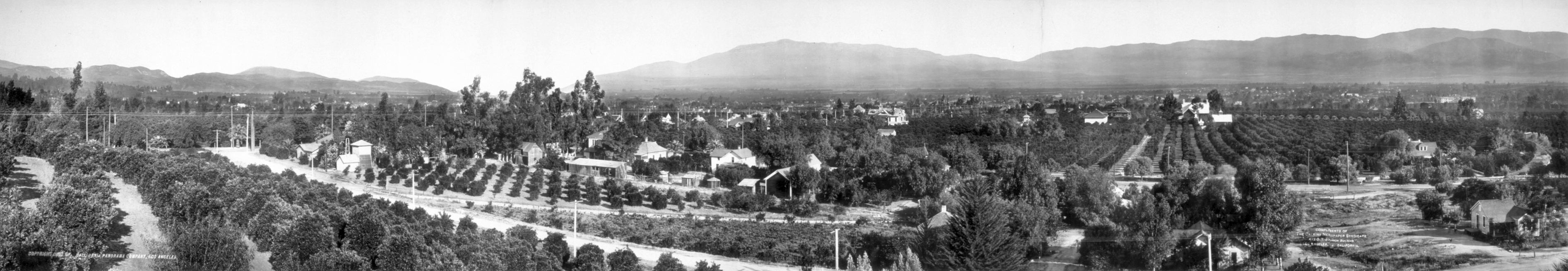
Redlands, California, EE. UU. en 1908. Varios árboles de naranja de ombligo (navel).

Redlands fue originalmente parte del territorio de las tribus Cahuilla serranos (sierreños), Morongo y Aguas Calientes. Exploradores españoles como las de Pedro Fages y Francisco Garcés buscaron extender la influencia católica a los pueblos indígenas y el dominio de la Corona española en la década de 1770. El pueblo serrano de Guachama, ubicado justo al oeste de Redlands, fue visitado por el fraile Francisco Dumetz en 1810. Dumetz llegó al pueblo el 20 de mayo, el día de la fiesta de San Bernardino de Siena, y así se nombró la región el Valle de San Bernardino. Los frailes franciscanos de la Misión San Gabriel Arcángel establecieron la Asistencia de San Bernardino en 1819 en Redlands para cultivar y fomentar asentamientos permanentes. En 1820, una zanja de 12 km (8 millas), conocida como "sankey" en inglés, fue excavada por mano de obra forzada nativa para los frailes desde Mill Creek, en la sierra, hasta la Asistencia. En 1821, la noticia del triunfo mexicano en la Guerra de Independencia Mexicana, llegó al territorio de Alta California, y las tierras previamente reclamadas por España pasaron a la custodia del gobierno mexicano. 
En 1842, una familia de Californios de apellido Lugo, compró las tierras de Rancho San Bernardino. El área al noroeste de Redlands, a las orillas del río Santa Ana, se conocería como el pueblo de Lugonia. La Intervención estadounidense en México, 27 años después, se anexo Alta California a Estados Unidos (1948), en el tratado de Guadalupe Hidalgo. En 1850 se formaría el estado actual de California.
En 1851, el área recibió a sus primeros habitantes anglos en forma de cientos de pioneros mormones, quienes compraron tierras del Rancho San Bernardino, y establecieron una próspera comunidad agrícola regada por los numerosos arroyos de las colinas de San Bernardino. La comunidad mormona luego se fue en 1857, llamados por Brigham Young, a Utah durante las tensiones con el gobierno federal Americano en ese estado.
El primer colono en el que hoy es Redlands actual, en 1865, erigió una palapa en la esquina de lo que hoy es las calle Cajon y avenida Cypress. Un pastor de ovejas. El pueblo Lugonia atrajo más pioneros, incluido Barry Roberts en 1869, seguido un año después por las familias Craw y Glover. "El primer maestro de escuela en Lugonia, George W. Beattie, llegó en 1874, seguido poco después por el primer colono afroamericano de la ciudad, Israel Beal.

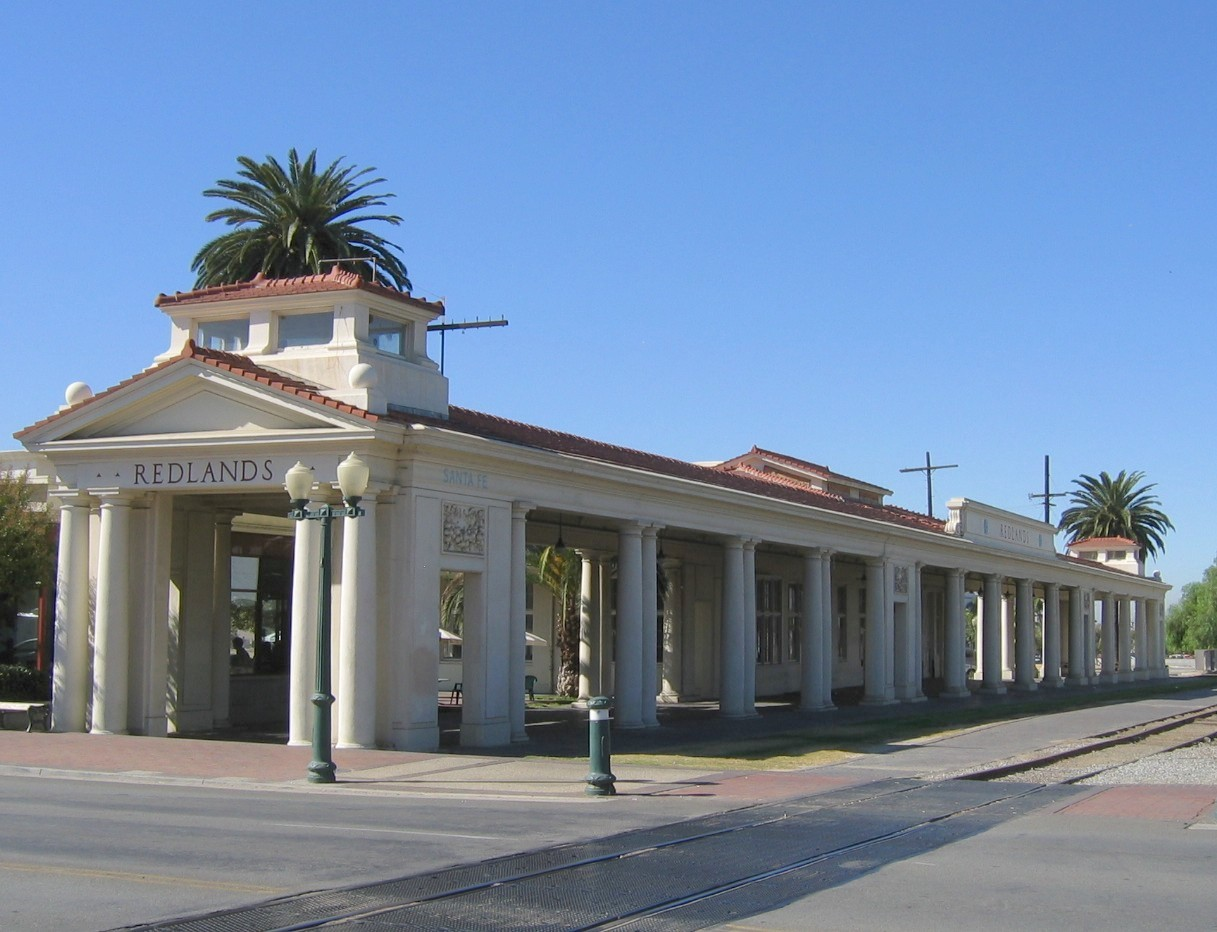
La estación de tren "Redlands-Downtown" en el centro de la ciudad. Construida en 1910.

En la década de 1880, la llegada de los Ferrocarriles. Con su clima cálido y seco y fácil acceso al agua como un centro ideal para la producción de cítricos. La ciudad de Redlands pronto fue establecida por Frank E. Brown, un ingeniero civil, y E. G. Judson, de Nueva York. Llamaron a su ciudad "Redlands", tierras rojas (en español) por el color del adobe. El área había crecido tanto en 1888 que se decidió incorporar como ciudad. Los pueblo's y ranchos de Redlands, Lugonia, Terreccina, y Mentone fueron anexados en este momento para crear los límites de la ciudad actual.
El Pacific Electric Railway completó una conexión interurbana entre Los Ángeles y San Bernardino en 1914, proporcionando una conexión conveniente y rápida a la ciudad de Los Ángeles y su nuevo puerto en San Pedro, trayendo una mayor prosperidad a la ciudad como destino de vacacional para los ricos angelinos.  El servicio interurbano de Pacific Electric a Redlands fue abandonado el 20 de julio de 1936. El tren regreso a Redlands por el proyecto "Linea Arrow", un tren ligero operado por Metrolink en 2022.
La ciudad ha sido visitada por tres presidentes: William McKinley fue el primero en 1901, seguido por Theodore Roosevelt en 1903 y William Howard Taft en 1909. Los puntos de referencia locales incluyen el A.K. Smiley Public Library, una biblioteca de estilo morisco construida en 1898, y el Redlands Bowl, construido en 1930 y hogar de la serie de conciertos al aire libre continuamente gratuita más antigua de Estados Unidos. Ubicado detrás de la Biblioteca Smiley se encuentra el Lincoln Shrine, el único monumento en honor al decimosexto presidente Abraham Lincoln, al oeste del río Misisipi. Las casas famosas incluyen, Morey Mansion, y Kimberly Crest House and Gardens. El nombre de la familia que compró la casa, los dueños de Kimberly-Clark (fabricantes de artículos de papel y Kleenex), es una hermosa mansión ubicada en lo alto de una colina con vista a todo el valle. Redlands todavía se considera la "joya del Inland Empire".
La Redlands Bicycle Classic es carrera de ciclistas, masculina y femenina, que se disputa en Redlands y sus alrededores a finales del mes de marzo. Creada en 1985.

## Educación
La Universidad de Redlands está localizada en el área norte de Redlands. Fundada en 1911.

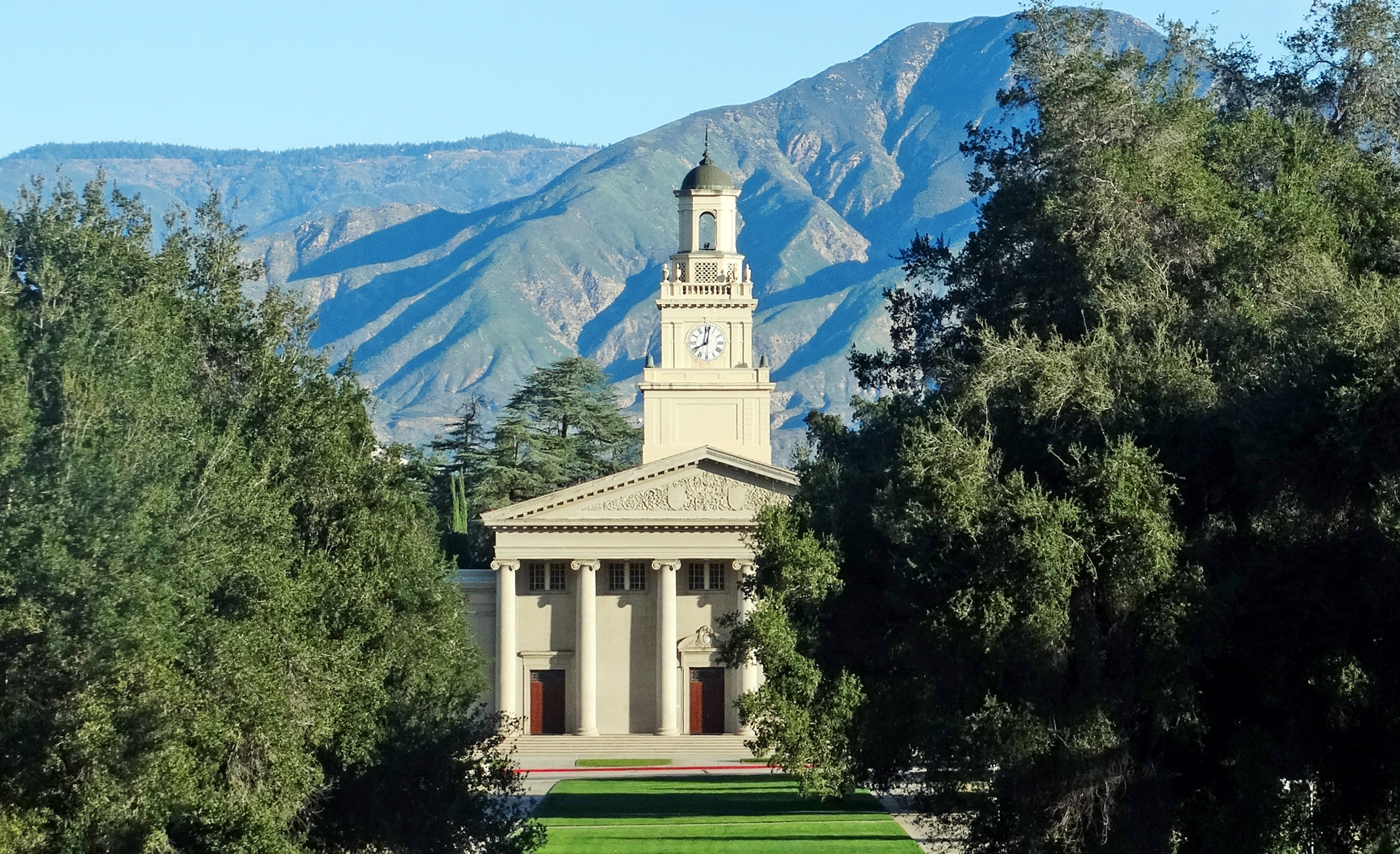
La Universidad de Redlands.

Distrito escolar de Redlands, son 16 primarias, cinco secundarias y cuatro High Schools. 
- Redlands High School (1891)
- Redlands Citrus Valley High School (2008)
- Redlands East Valley High School (1997)
- Orangewood Continuation High School

## Cultura popular
- El futbolista Landon Donovan, se crio en Redlands.
- Fundador de ESRI, Jack Dangermond vive y estableció su compañía en Redlands.
- Congresista actual del distrito CA-33 federal es de Redlands, Pete Aguilar.
- El rapero Lil Xan, nació en Redlands.

## Ciudades hermanas
Redlans tiene dos ciudades hermanas:
- Hino, Japón
- San Miguel de Allende, México